# Heilly Station Cemetery
Heilly Station Cemetery is een Britse militaire begraafplaats met gesneuvelden uit de Eerste Wereldoorlog, gelegen in de Franse gemeente Mericourt-l'Abbe (departement Somme). De begraafplaats werd ontworpen door Edwin Lutyens en ligt aan een landweg, La Couturelle genaamd, op 2,2 km ten zuidwesten van het dorpscentrum (Église Saint-Hilaire). Ze heeft een min of meer trapeziumvormig grondplan en wordt, behalve aan de straatzijde, omsloten door een bakstenen muur. Het Cross of Sacrifice staat centraal tegen de westelijke muur en de Stone of Remembrance staat tegen de zuidelijke muur. In de noordoostelijke hoek van de begraafplaats staat een vrij groot bakstenen toegangsgebouw dat qua stijl geïnspireerd is op een open kloostergang en heeft vijf rondboogvormige doorgangen. 
Er liggen 2.973 doden begraven waaronder 22 niet geïdentificeerde. De begraafplaats wordt onderhouden door de Commonwealth War Graves Commission.

## Geschiedenis
De begraafplaats ligt in de buurt van het station van Heilly, vandaar de naamgeving, en werd in mei 1916 aangelegd.
Vanaf april 1916 bevond het 36th Casualty Clearing Station zich in Heilly. Het werd in mei samengevoegd met de 38th en in juli met de 2/2nd London veldhospitalen, maar deze werden vanaf begin juni 1917 naar andere locaties verplaatst. De begraafplaats werd door deze drie medische eenheden tot april 1917 gebruikt om de overleden patiënten te begraven. Van maart tot mei 1918 werd ze gebruikt door Australische eenheden, en in de vroege herfst van dat jaar door het 20th Casualty Clearing Station dat er in augustus en september 1918 gelegerd was. Het laatste slachtoffer werd er in mei 1919 begraven.
Het begraven van de slachtoffers werd wegens het oorlogsgeweld onder extreem moeilijke omstandigheden uitgevoerd waardoor veel doden te dicht bij elkaar lagen om ze met een individuele grafzerk te markeren, of de graven bevatten meerdere slachtoffers.
Hierdoor vermelden sommige grafzerken maar liefst drie slachtofferdetails. In deze gevallen moesten de regimentsbadges worden weggelaten en in plaats daarvan werden deze badges, 117 in totaal, gegraveerd op de lange muur van het toegangsgebouw.
Onder de geïdentificeerde slachtoffers zijn er 2.345 Britten, 401 Australiërs, 118 Nieuw-Zeelanders, 14 Canadezen en 75 Duitsers.
Eenentwintig slachtoffers worden met Special Memorials herdacht omdat hun graven niet meer gelokaliseerd konden worden en men neemt aan dat zij onder naamloze grafzerken liggen.

## Graven

### Onderscheiden militairen
- Owen Glendower Howell-Price, luitenant-kolonel bij de Australian Infantry, A.I.F. werd onderscheiden met de Distinguished Service Order en het Military Cross (DSO, MC).
- luitenant-kolonel Walter Churchus en majoor Leslie Collins Woodward (beide van de Australian Field Artillery) en John Wilfred Fisher, kapitein bij de Sherwood Foresters (Notts and Derby Regiment) werden onderscheiden met de Distinguished Service Order (DSO).
- Percy Montague Gibson, onderluitenant bij het Middlesex Regiment werd onderscheiden met het Military Cross en de Military Medal (MC, MM).
- kapitein Alfred James Powley (New Zealand Rifle Brigade), de luitenants C.W. Short (Royal Flying Corps), Francis St.Leger Greer (Irish Guards), Harold Ernest Dewar (Cheshire Regiment), Gerald Lewis Davidson (Dorsetshire Regiment), Harrison McDowell Campbell (Australian Infantry A.I.F.) en M.S. Gunn (Black Watch (Royal Highlanders) en de onderluitenants George Herbert Harrison (The Loyal North Lancashire Regiment), Martin Arthur Heathcote (Royal Fusiliers) en Thomas Norbury Wilmot (Worcestershire Regiment) werden onderscheiden met het Military Cross (MC).
- vijftien militairen werden onderscheiden met de Distinguished Conduct Medal (DCM).
- nog 45 militairen werden onderscheiden met de Military Medal (MM).

### Minderjarige militairen
- de soldaten W. Coombes (Royal Sussex Regiment), Leonard Dean (North Staffordshire Regiment) en A. Green (The King’s (Liverpool Regiment)) waren 16 jaar toen ze stierven.
- onderluitenant James Douglas Hodding (Royal Fusiliers); geleider Richard Charman (Royal Field Artillery); de soldaten A. Burns en B. Davies (Cameronians (Scottish Rifles)), Alan Adam Cairns (Royal Scotts Fusiliers), George Ernest Pollard (Sherwood Foresters (Notts and Derby Regiment)), Frank Hull (Royal Army Medical Corps), Jack Herbert Scarburough (Essex Regiment), Darrell Lyle Washington en Rubin Cameron Radford (Australian Infantry, A.I.F.) waren 17 jaar toen ze stierven.

### Aliassen
Acht militairen dienden onder een alias:
- korporaal Alfred Edward Clark als W. Clare bij het King’s Royal Rifle Corps.
- korporaal A.G. Amott als S. Herbert bij het Worcestershire Regiment.
- korporaal John Dunn als J. Balfour bij de Australian Infantry A.I.F..
- kanonnier Percy Corcoran Haworth als Harry Belton bij de Australian Field Artillery.
- soldaat William James Green als J. Armitage bij het Canterbury Regiment N.Z.E.F..
- soldaat Alfred Edwin Sims als Georg Rudolph Treherne bij de Australian Infantry A.I.F..
- soldaat William Ernest Skitt als W.E. Smith bij het South Staffordshire Regiment.
- soldaat Hugh Alexander Gunn als A. Thompson bij het Canterbury Regiment N.Z.E.F..